# María Díaz García
María Díaz García (1982) és una educadora social i política espanyola de Podem, diputada a la novena legislatura de les Corts de Castella-la Manxa.
Nascuda el 1982 i resident a Toledo, té orígens albacetenys. Pedagoga i educadora social, va ser inclosa al número 2 de la llista de Podem a la circumscripció de Toledo per a les eleccions a les Corts de Castella-la Manxa de 2015, encapçalada per José García Molina, però no va resultar elegida diputada. Secretària d'Organització de Podem a Castella-la Manxa, després de l'entrada de García Molina al govern de Castella-la Manxa, com a vicepresident segon del govern regional i la seva renúncia a l'acta de parlamentari el 2017, Díaz es va convertir en diputada de la novena legislatura el 10 d'agost de l'any esmentat. També va ser triada vicepresidenta primera de la cambra.